# Adaptive Server Anywhere
Adaptive Server Anywhere (ASA) to w pełni relacyjny, wielodostępny serwer bazodanowy stworzony przez firmę Sybase.  Obsługuje komponenty Javy wbudowane w bazę danych i zapewnia wsparcie dla środowiska .NET, języka XML i usług sieciowych. Wysoka wydajność przetwarzania jest możliwa poprzez obsługę SMP (Symmetric Multiprocessing). ASA pozwala wykorzystywać pełne możliwości implementacji 32-bitowej.